# Jonathan Odell
Jonathan Odell (ur. 1737, zm. 1818) – kanadyjski teolog i lekarz, autor poematów satyrycznych.